# T.J. Storm
Juan Ricardo Ojeda, más conocido como T.J. Storm, es un actor, doble, bailarín y artista marcial estadounidense de ascendencia puertorriqueña. Es mayor conocido por su papel de Bayu en la serie Conan the Adventurer y por sus actuaciones de captura de movimiento en Tron: Legacy, Capitán América: Civil War, Deadpool y como Godzilla en la franquicia MonsterVerse.

## Primeros años
Storm nació como Juan Ricardo Ojeda, hijo de madre puertorriqueña y padre afroamericano en Fort Wayne, Indiana. Fue dado en adopción y criado en Honolulu, Hawái por una madre caucásica de ascendencia nativa americana y un padre mexicano-americano. Cuando era niño, su madre adoptiva quería mantenerlo ocupado, por lo que comenzó a bailar y a las artes marciales como una forma de equilibrarse. Continuó estudiando Arashi-Ryu Karate, Taekwondo, Ninjutsu, Jiu-jitsu brasileño y Shaolin del Norte, y dominó formas de baile hip hop y Break dance. El apellido "Storm" supuestamente se originó a partir de un apodo y está relacionado con uno de los estilos de karate en los que entrenó.

## Carrera
Storm ha protagonizado varios proyectos importantes, incluidos Conan the Adventurer, Punisher: War Zone, Linterna Verde, Avatar, Jack the Giant Slayer y The Martial Arts Kid. También ha proporcionado actuación de voz y captura de movimiento para una variedad de videojuegos.

## Filmografía
| Año  | Título                                              | Papel                              | Notas                                  |
| ---- | --------------------------------------------------- | ---------------------------------- | -------------------------------------- |
| 1991 | Breathing Fire                                      | Mickey                             |                                        |
| 1994 | La quebradita                                       | Malo #2                            |                                        |
| 1995 | Dragon Fury                                         | Fullock                            |                                        |
| 1995 | Mortal Kombat                                       | Peleador invitado                  | Sin acreditar                          |
| 1995 | Enter the Blood Ring                                | Peleador                           |                                        |
| 1997 | Once Upon a Time in China and America               | Rival Tribe Indian Brave           |                                        |
| 1997 | Kick of Death                                       | Abdul Sabbah                       |                                        |
| 1999 | Urban Menace                                        | King                               | Directo a video                        |
| 1999 | Corrupt                                             | Cinque                             |                                        |
| 2000 | The Wrecking Crew                                   | Josef                              |                                        |
| 2000 | Guido Takes a Hike                                  | Gangster                           | Cortometraje                           |
| 2000 | Doomsdayer                                          | Pettigrew Montgomery               |                                        |
| 2000 | Epoch of Lotus                                      | Officer                            |                                        |
| 2001 | A Month of Sundays                                  | Jamaican Taxi Driver               |                                        |
| 2001 | The Ultimate Game                                   | Rick                               | Coreógrafo de batallas                 |
| 2001 | The Organization                                    | J.C.                               |                                        |
| 2001 | Big Shots                                           | Repo Man                           |                                        |
| 2003 | Law of the Fist                                     | Jax                                | Cortometraje                           |
| 2003 | Redemption                                          | Melique                            | Cortometraje                           |
| 2004 | Miss Cast Away and the Island Girls                 | Officer Dence                      | Directo a a video                      |
| 2005 | Soldier of God                                      | Campeón musulman                   |                                        |
| 2005 | BloodRayne: Venganza de sangre                      | Strongman / Kagan Vampire Guard #3 |                                        |
| 2005 | Death to the Supermodels                            | Ninja                              | Directo a a video                      |
| 2006 | Vagabond                                            | Sepuko                             |                                        |
| 2007 | Book of Swords                                      | Tao Sing (voz)                     |                                        |
| 2007 | The Tides                                           |                                    | Cortometraje, coreógrafo de batallas   |
| 2008 | Punisher: War Zone                                  | Maginty                            |                                        |
| 2009 | Star Trek                                           | Klingon Agitator                   | Sin acreditar                          |
| 2009 | Avatar                                              | Colonel Quaritch's Mech Suit       | Sin acreditar                          |
| 2010 | Tron: Legacy                                        | Varios (captura de movimiento)     | Sin acreditar                          |
| 2011 | Detention                                           |                                    | Coreógrafo de batallas                 |
| 2011 | Linterna Verde                                      | Parallax (captura de movimiento)   | Sin acreditar                          |
| 2012 | Black Cobra                                         | Sizwe Biko                         | Directo a video                        |
| 2012 | Band                                                |                                    | Cortometraje, Coreógrafo de acrobacias |
| 2012 | Berserk: Golden Age Arc II - The Battle for Doldrey | Boscone (voz)                      |                                        |
| 2014 | Godzilla                                            | Godzilla (captura de movimiento)   | Sin acreditar                          |
| 2015 | The Martial Arts Kid                                | Entrenador Laurent Kaine           |                                        |
| 2016 | Power Play                                          | Armstrong                          | Cortometraje                           |
| 2016 | Deadpool                                            | Coloso (captura de movimiento)     |                                        |
| 2016 | Kickboxer: Vengeance                                | Storm                              |                                        |
| 2016 | Capitán América: Civil War                          | Iron Man (captura de movimiento)   |                                        |
| 2016 | Taken Over                                          | Judah                              |                                        |
| 2017 | Boone: The Bounty Hunter                            | Benicio Cardoza                    |                                        |
| 2017 | Artificial Loyalty                                  | Alpha                              |                                        |
| 2018 | Bullets Blades and Blood                            | Will                               |                                        |
| 2018 | Tales of Frankenstein                               | Mogambo                            |                                        |
| 2018 | El Depredador                                       | Depredador (captura de movimiento) |                                        |
| 2019 | Godzilla: King of the Monsters                      | Godzilla (captura de movimiento)   |                                        |
| 2019 | Boris and the Bomb                                  | Wallace                            |                                        |
| 2020 | N'Everest                                           | Hiram Thunderclap                  | Cortometraje                           |
| 2020 | Werewolf Island                                     | Indian Chief Strong Wolf           |                                        |
| 2022 | Knights of the Zodiac                               | Docrates                           |                                        |

| Año       | Título                                                      | Papel                                                 | Notas                                              |
| --------- | ----------------------------------------------------------- | ----------------------------------------------------- | -------------------------------------------------- |
| 1995–1996 | VR Troopers                                                 | Doom Master                                           | Recurrente                                         |
| 1997-1998 | Conan the Adventurer                                        | Bayu                                                  | Principal                                          |
| 2000      | Martial Law                                                 | Lenkoff                                               | Episodio: "In the Dark"                            |
| 2006      | FBI Guys                                                    |                                                       | Corto, Coordinador de dobles                       |
| 2009      | Kamen Rider: Dragon Knight                                  | The Master                                            | Episodio: "Kamen Rider Camo"                       |
| 2011      | The Bold and the Beautiful                                  | Manasa                                                | 3 episodios                                        |
| 2015      | Banshee                                                     |                                                       | Episodio: "The Fire Trials", coordinador de dobles |
| 2017      | Monster School Animation                                    | Niño corriendo / Bombero / Oficiales de policía (voz) | Episodio: "Welcome to Monster School"              |
| 2017      | Hot Flash: The Chronicles of Lara Tate Menopausal Superhero | Jitsu                                                 | Episodio: "Training Day"                           |
| 2017      | Lastman                                                     | Cooper (voz)                                          | 4 episodios                                        |
| 2018      | Critical Role                                               | Lucius Lorelei                                        | Episodio: "The Song of the Lorelei"                |

| Año  | Videojuego                             | Papel                     | Notas                 | Fuente |
| ---- | -------------------------------------- | ------------------------- | --------------------- | ------ |
| 2006 | Dead Rising                            | Brad Garrison             | Captura de movimiento | [ 6 ]  |
| 2008 | Devil May Cry 4                        | Agnus                     |                       | [ 6 ]  |
| 2009 | Devil May Cry 4                        | Josh Stone                | Captura de movimiento | [ 6 ]  |
| 2010 | Tom Clancy's Splinter Cell: Conviction | Voces adicionales         |                       |        |
| 2011 | Resident Evil: The Mercenaries 3D      | Voces adicionales         |                       |        |
| 2011 | Ultimate Marvel vs. Capcom 3           | Strider Hiryū             |                       |        |
| 2012 | UFC Undisputed 3                       | Quinton Rampage Jackson   |                       |        |
| 2012 | Street Fighter X Tekken                | Craig Marduk              |                       | [ 6 ]  |
| 2012 | Soulcalibur V                          | Maestro de borde          |                       | [ 7 ]  |
| 2012 | Resident Evil 6                        |                           | Captura de movimiento |        |
| 2013 | Tomb Raider                            |                           | Captura de movimiento |        |
| 2013 | Dead Space 3                           | Voces adicionales         |                       |        |
| 2013 | Army of Two: The Devil's Cartel        | Mason                     |                       |        |
| 2013 | Lightning Returns: Final Fantasy XIII  | Voces adicionales         |                       |        |
| 2015 | The Order: 1886                        |                           | Captura de movimiento |        |
| 2015 | Evolve                                 |                           | Captura de movimiento |        |
| 2015 | Code Name: S.T.E.A.M.                  | Queequeg                  |                       | [ 6 ]  |
| 2015 | Battlefield Hardline                   | Remy Neltz                |                       | [ 6 ]  |
| 2016 | Street Fighter V                       | Birdie / Soldado Shadaloo |                       | [ 6 ]  |
| 2017 | Marvel vs. Capcom: Infinite            | Strider Hiryu             |                       | [ 6 ]  |
| 2017 | Knack II                               | Knack                     | Captura de movimiento |        |
| 2017 | Halo Wars 2: Awakening the Nightmare   | Pavium                    |                       |        |
| 2019 | Daemon X Machina                       | Painkiller                |                       | [ 6 ]  |
| 2020 | Legends of Runeterra                   | Lucian                    |                       |        |
| 2020 | The Last of Us Part II                 | Voces adicionales         |                       |        |